# Marcos Ayerza
Marcos Ayerza (n. el 12 de enero de 1983 en Buenos Aires) es un exjugador de rugby argentino surgido del Club Newman que se desempeñaba en la posición de pilar. Jugó profesionalmente en el club inglés Leicester Tigers desde 2006 hasta 2017 y en la selección de rugby de Argentina, Los Pumas.

## Carrera de club

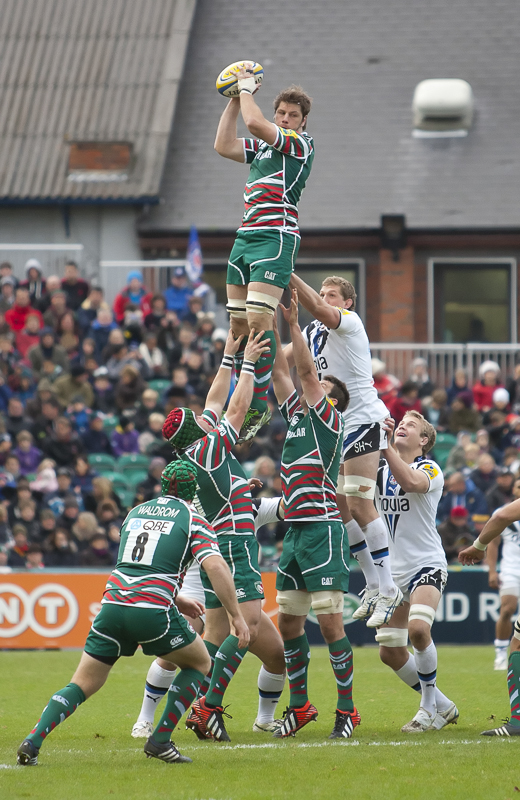
Ayerza en Leicester Tigers.

Ayerza se formó en el rugby en el Colegio Cardenal Newman y luego para el Club Newman, del Gran Buenos Aires. Se unió a los Leicester Tigers en 2006, y su debut llegó luego de que su compañero Alex Moreno se lesionara durante el calentamiento, antes del partido contra Bath Rugby en septiembre de 2006.
En enero de 2008, firmó una ampliación de contrato de tres años con los Tigers junto con su compañero Martín Castrogiovanni.
Ganó dos títulos de la Guinness Premiership con los Leicester Tigers, en 2009 y 2010. La final de 2009 fue contra los London Irish y en 2010 contra Saracens.

## Internacional
Ayerza ha representado a la selección de rugby de Argentina en los categorías sub-19 y sub-21, jugando dos campeonatos del mundo sub-21 de 2003 y 2004.
Su debut internacional con la selección mayor Argentina fue en diciembre de 2004 en un partido con los Springbgoks. Su único ensayo internacional fue marcado ante Japón en abril de 2005
Siguió compitiendo en los partidos de calificación para la Copa del Mundo de Rugby de 2007 y jugó dos partidos en esa competición, consiguiendo una medalla de bronce cuando Argentina fue tercera. Internacionalmente, juega a ambos lados de la melée.
Marcos jugó su primer mundial en Francia 2007, donde Argentina venció a Francia en la inauguración del torneo, le seguirían victorias ante Georgia, Namibia e Irlanda para ganar su grupo. En cuartos de final, vencerían a Escocia para hacer historia y llegar por primera vez (y única hasta hoy) a semifinales donde enfrentaron a los eventuales campeones mundiales, los Springboks, siendo la única derrota en el torneo. Por el tercer puesto, Argentina enfrentó nuevamente a los locales franceses donde nuevamente "Los Pumas" triunfaron 34-10.
Posteriormente, disputó su segundo mundial en Nueva Zelanda 2011, donde Argentina empezaría el mundial cayendo ante Inglaterra 9-13, pero ganaría sus otros tres partidos de grupo ante Rumania, Escocia (en una victoria agónica por 13-12) y Georgia para clasificar a cuartos donde enfrentaría a los eventuales campeones del mundo, los All Blacks, en un partido memorable, Los Pumas serían derrotados 10-33.
Fue parte de la selección Argentina que participó en la Copa Mundial de Rugby de 2015 que finalizó en el cuarto puesto.
Actualmente disputa el Rugby Championship, torneo en el que ha participado en todas sus ediciones desde la inclusión de Argentina en este torneo en 2012.

## Vida personal
Marcos estudió Administración de empresas en Inglaterra.